# Raymond W. Curtis
Raymond W. Curtis, ameriški jahač in častnik, * 22. februar 1904, † 14. avgust 1981.
Curtis je bil jahač na poletnih olimpijskih igrah 1936.